# Педросо, Эктор
Эктор Педросо Гарсия (исп. Héctor Pedroso García, 22 января 1950) — кубинский хоккеист (хоккей на траве), полевой игрок. Чемпион Игр Центральной Америки и Карибского бассейна 1982 года.

## Биография
Эктор Педросо родился 22 января 1950 года.
Играл в хоккей на траве за Камагуэй.
В 1980 году вошёл в состав сборной Кубы по хоккею на траве на летних Олимпийских играх в Москве, занявшей 5-е место. Играл в поле, провёл 4 матча, забил 1 мяч в ворота сборной Танзании.
В 1982 году в составе сборной Кубы завоевал золотую медаль хоккейного турнира Игр Центральной Америки и Карибского бассейна в Гаване.